# Maria Ana Vitória da Baviera
Maria Ana Cristina Vitória da Baviera (em alemão: Maria Anna Christine Victoria von Bayern) foi uma princesa bávara por nascimento e Delfina da França por seu casamento com o Grande Delfim Luís da França, filho de Luís XIV, o Rei Sol. Era conhecida como a "Grande Delfina".

## Biografia

### Nascimento
Maria Ana Vitória era a filha mais velha do Eleitor Fernando Maria da Baviera e sua esposa Henriqueta Adelaide de Saboia, filha do Duque Vítor Amadeu I de Saboia. Sua mãe, em particular, cuidou da educação artística e musical da princesa. Maria Ana Vitória escrevia poesia, pintava, cantava e tocava harpa; entre seus professores estavam Johann Caspar von Kerll.

### Casamento
Aos nove anos, Maria Ana Vitória teve seu casamento arranjado, acordado no tratado secreto da aliança bávara-francesa a 17 de fevereiro de 1670, com o filho e herdeiro do Luís XIV da França, o Grande Delfim Luís, que era um ano mais novo. Acima de tudo, sua mãe, neta de um rei francês, esperava que o projeto de casamento aumentasse o status dinástico de seus descendentes. Em 16 de janeiro de 1680, em Munique, o Duque de Croque, embaixador extraordinário de Luís XIV, formalmente requisitou a mão da princesa em nome do delfim. A reaproximação entre Baviera e França despertou grande preocupação no Sacro Imperador Leopoldo I, que temia que Baviera pudesse atacar a Áustria via Salzburgo.
Em 1680, Maria Ana Vitória chegou à França, onde causou boa impressão com seu bom francês. Quando ela entrou em Estrasburgo, foi abordada em alemão, mas interrompeu a saudação dizendo: "Senhores, eu falo francês!". A impressão de sua aparência, no entanto, não era tão boa, e ela foi chamada de "terrivelmente feia. Ela se casou com Luís a 7 de março de 1680 em Chalons-sur-Marne. Ela foi a primeira delfina desde Maria da Escócia. Após o casamento, Maria Ana Vitória foi chamada a "Grande Delfina", passando a ocupar a segunda posição mais importante na corte, sendo apenas precedida pela sogra, a rainha Maria Teresa.

### Descendência
Maria Ana Vitória e o marido tiveram três filhos:
- Luís (1682-1712), Delfim da França e Duque da Borgonha, casou-se com Maria Adelaide de Saboia, foi pai do rei Luís XV da França;
- Filipe (1683-1746), Rei da Espanha; casou-se duas vezes, com descendência;
- Carlos (1686-1714), Duque de Berry, casou-se com Maria Luísa de Orleães, sem descendência legítima;

O casamento com o Grande Delfim foi infeliz, Maria Ana Vitória se sentia feia e o marido era infiel; ele tomou uma amante, Marie Émilie de Joly de Choin, com quem casou-se após a morte da Grande Delfina.

### Morte
Deprimida por ter que morar em uma corte onde a beleza era muito valorizada, não sendo bonita, Maria Ana Vitória morreu em 1690. Ela foi enterrada na Basílica Real de Saint Denis. Seu túmulo foi profanado durante a Revolução Francesa.

## Galeria

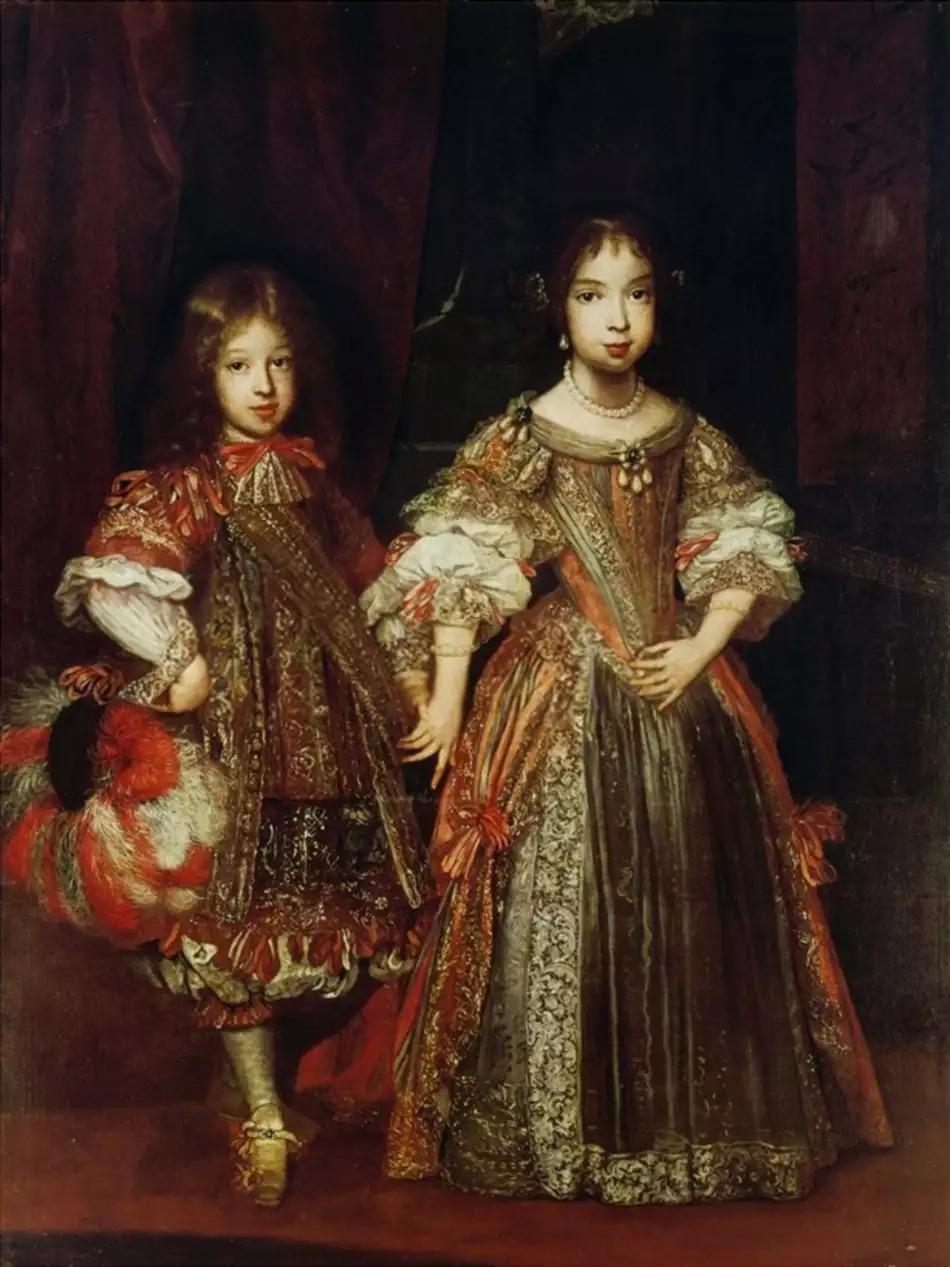
Maria Ana Vitória e o irmão Maximiliano Emanuel na infância, por Sebastiano Bombelli
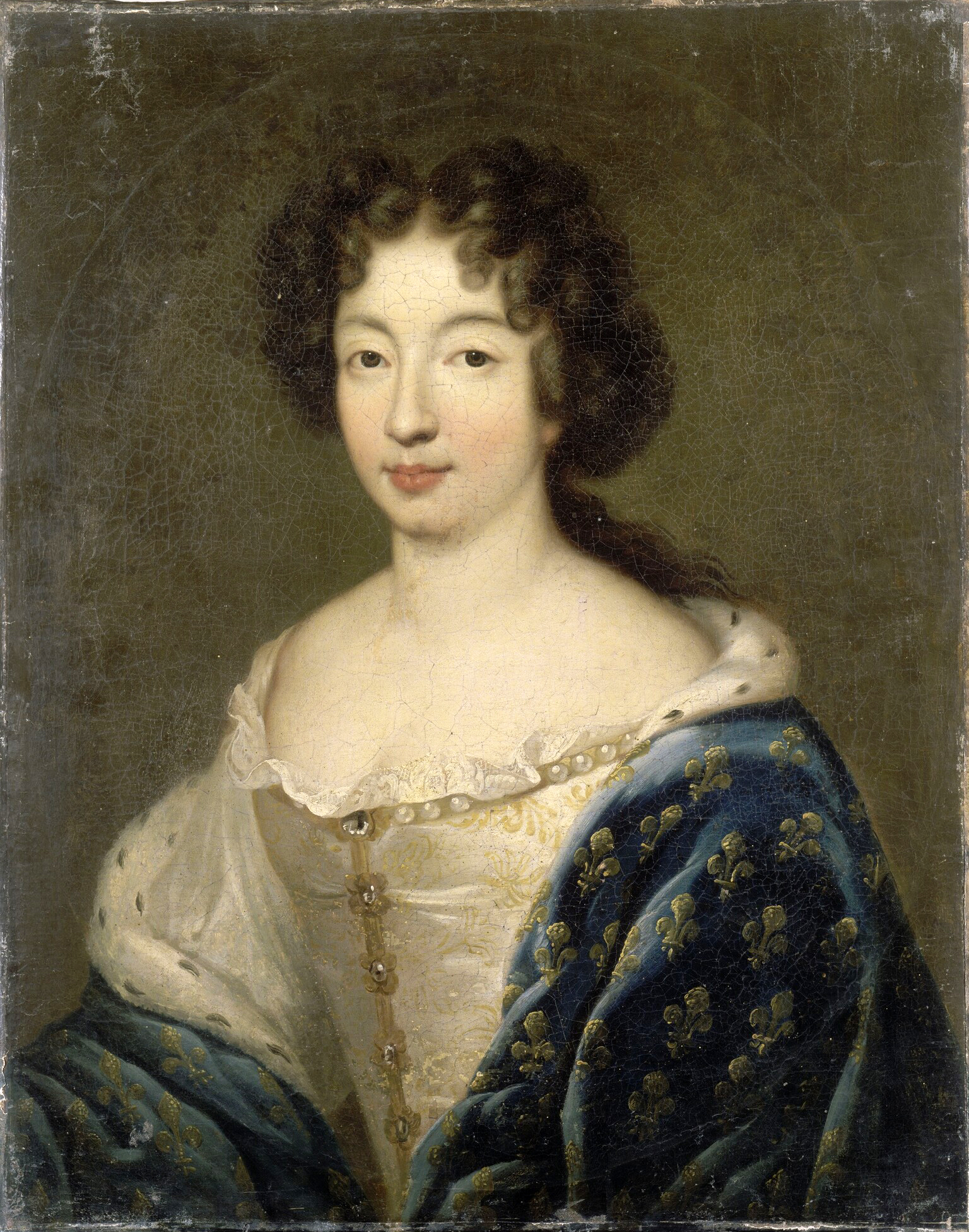
Maria Ana Vitória da Baviera, Delfina da França, c. 1685, por François de Troy
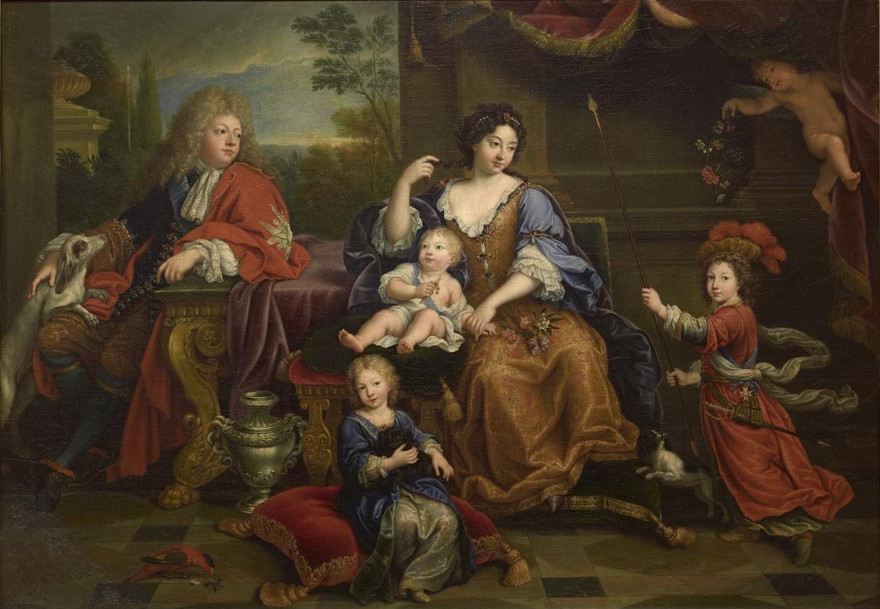
A família do Grande Delfim em 1687, por Pierre Mignard
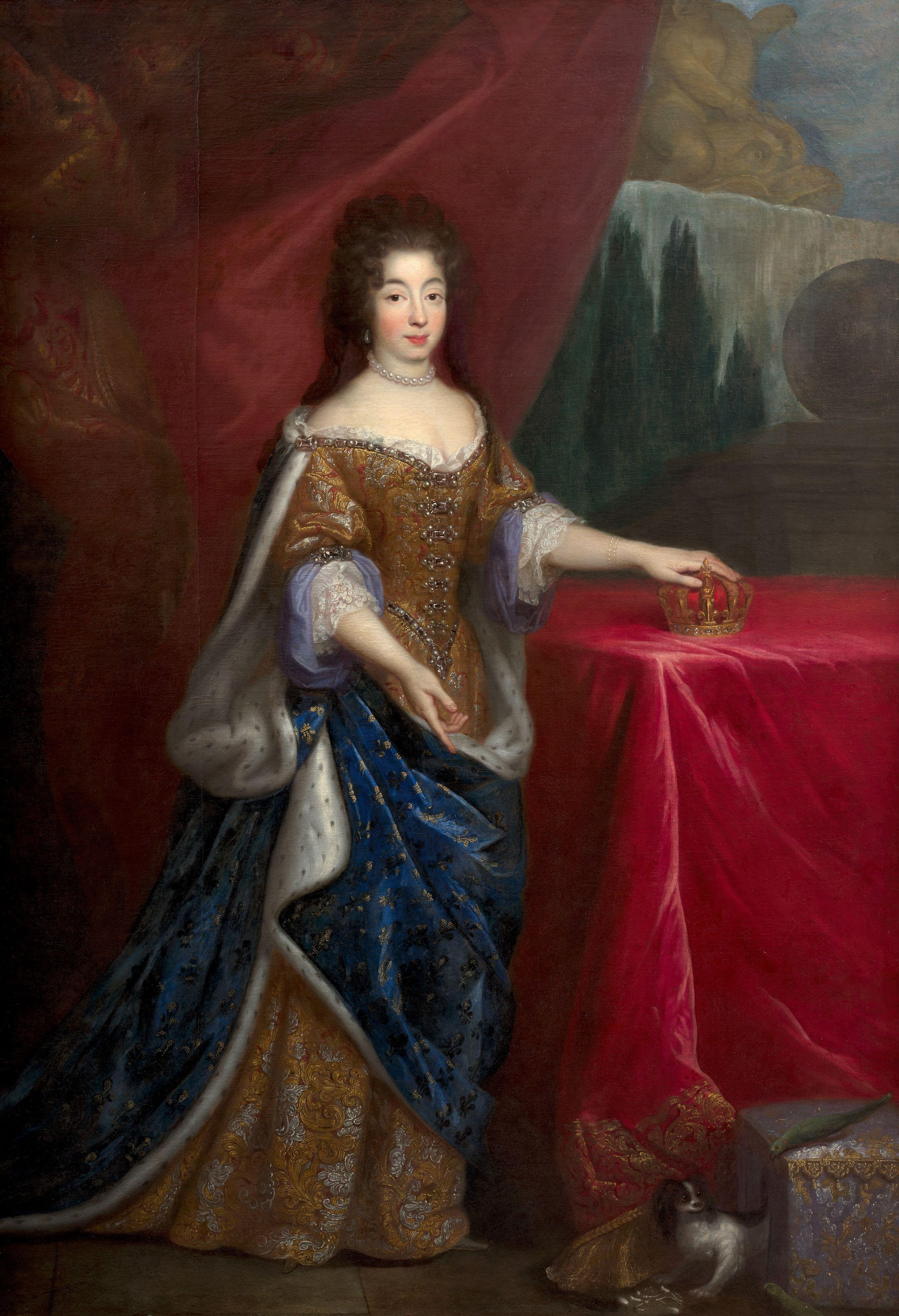
Maria Ana Vitória da Baviera, Delfina da França, círculo de François de Troy